# Maka Jokhadze
Maka Jokhadze (en georgiano: მაკა ჯოხაძე; Tiflis, 10 de abril de 1948) es una escritora, guionista, ensayista y periodista georgiana.

## Biografía
Maka Jokhadze se graduó en la facultad de Periodismo de la Universidad Estatal de Tiflis en 1971.
En 1986, con motivo de los días de la cultura georgiana, visitó la India para celebrar el aniversario de Rabindranath Tagore.
En 1989 participó en la Conferencia Mundial de Escritoras organizada por el Centro Georges Pompidou en París. En 2012 y 2013 estuvo en el panel de los concursos de literatura 'Aliteration and Free Fall' organizados por la Universidad Estatal Ivane Javakhishvili.

## Obra
Maka Jokhadze publicó en 1969 publicó su primer relato y desde entonces ha publicado sus trabajos en Georgia, Rusia y otros países.
La celebración hundida (ჩაძირული დღესასწაული, 2013) es un libro con entradas de diario y notas que reflejan los días de la independencia de Georgia. En referencia al título de esta obra, Maka Jokhadze señala en su introducción:

Desde los primeros días de su lucha por la independencia, Georgia anunció abierta, directa e ingenuamente a todo el mundo que oyera su apasionado deseo de libertad... Lamentablemente, la esperanza estaba condenada a permanecer en tierra porque numerosas personas, internas y externas, atrapadas en sus ambiciones, persiguieron sus viles objetivos. La memoria, el mayor contrabando hoy en día, mantendrá para siempre la celebración hundida de esos días.

Su obra más reciente, Pinos en el desierto (ფიჭვები უდაბნოში, 2017), es una colección de relatos que, a pesar de la riqueza en temas, tramas y personajes, se lee como una novela completa. En ellos se plantean aspectos como las creencias de los hombres y sus límites, el paradigma eterno de amor o las lecciones de la naturaleza como unidad del universo.